# Венгеровский, Борис Владимирович
Борис Владимирович Венгеровский (род. 15 сентября 1931, Москва) — российский и советский звукорежиссёр. Лауреат Государственной премии СССР (1985). Лауреат премии «Ника» (1990). Заслуженный деятель искусств России (1997).

## Биография
Родился 15 сентября 1931 года в Москве. С 1953 года работает на киностудии «Мосфильм». Работал микрофонщиком, ассистентом звукооператора, с 1964 года — звукооператором.
Принимал участие в создании фильмов «Обыкновенный фашизм» и «И всё-таки я верю…» режиссёра Михаила Ромма. Работал с Элемом Климовым, Сергеем Соловьёвым, Даниилом Храбровицким, Николаем Досталем и другими.
Тесно сотрудничал с режиссёрами А. Аловым и В. Наумовым.

## Награды
За работу в фильме «Берег» был удостоен Государственной премии СССР.
А в 1998 году был номинирован на премию «Ника» За лучшую работу звукорежиссёра за работу в фильме «Выбор».
В 1990 году стал лауреатом премии «Ника» за работу в фильме Николая Скуйбина «Бомж. Без определенного места жительства».

## Личная жизнь
Занимается дубляжом иностранных фильмов.
Болельщик со стажем более 50 лет.
Сын — Владимир Венгеровский (20.05.1961—15.08.2010), звукорежиссёр на киностудии «Мосфильм».

## Фильмография
- 1954 — Аттестат зрелости;
- 1958 — Коммунист
- 1960 — Серёжа (совместно со Львом Трахтенбергом);
- 1964 — Когда казаки плачут;
- 1965 — Обыкновенный фашизм;
- 1966 — Июльский дождь;
- 1967 — Софья Перовская;
- 1968 — Каратель;
- 1970 — Спорт, спорт, спорт;
- 1974 — Агония;
- 1974 — И всё-таки я верю...;
- 1976 — Мелодии белой ночи;
- 1977 — Приключения Травки;
- 1978 — Живите в радости;
- 1979 — Поэма о крыльях;
- 1981 — Прощание;
- 1984 — Берег;
- 1985 — Из жизни Потапова;
- 1985 — Человек с аккордеоном;
- 1987 — Выбор;
- 1988 — Бомж. Без определённого места жительства;
- 1989 — Я в полном порядке;
- 1992 — Очень верная жена;
- 1994 — Я свободен, я ничей;
- 1999 — Россия. XX век. Взгляд на власть